# Krími Tatár Kánság

A kánság katonai zászlaja.

A kánság vallási zászlaja.

A Krími Tatár Kánság (krími tatár nyelven: Qırım Hanlığı, oroszul: Крымское ханство, ukránul: Кримське ханство, törökül: Kırım Hanlığı, lengyelül: Chanat krymski) egy hajdani állam, amely a Kaukázustól egészen a Dunáig terjedt, a mai Oroszország, Ukrajna és Románia területén. Központja a Krím félszigeten volt.

## Története

### A kezdetek
A pontuszi térségben korábban kunok éltek, akiket a 13. században a Távol-Keletről nyugatnak törő mongolok hódítottak meg. A mongolok egyes csoportjai itt telepedtek le, és a kun-kipcsak törzsekkel keveredve részt vettek a krími tatárok néppé válásában. Ez a terület a Mongol Birodalom részét képezte, amely Moldvát és Havasalföldet is birtokolta, s ahová szintén telepedtek le mongol csoportok, a kunok, besenyők és úzok közé. Egy részük beolvadt a románságba, míg a többiekből kialakult a heterogén moldvai tatárság. A Mongol Birodalom később szétvált további hordákra. A kánság területét az Arany Horda vette birtokába. A tatárok számos esetben hajtottak végre fosztogató hadjáratokat a lengyel, az ukrán, a litván, a magyar, az orosz, a román, a bolgár és a szerb területek ellen. Egyes tatárok pedig más országokban (Oroszországban, Litvániában és Ukrajnában) telepedtek meg, az ottani uralkodóknak ajánlották fel fegyveres szolgálataikat, s gyakran saját honfitársaik ellen is harcoltak. A krími tatárok ekkor már felvették a muszlim vallást.

### Függetlenedés az Arany Hordától
A Krími Kánság a 15. században kivált az Arany Hordából, akárcsak a Rjazanyi, a Kaszimovi, az Asztrahányi és a Szibériai Kánságok. Az új állam mellett egyéb részfejedelemségek is kialakultak, mint Jediszán, Budzsák, Dobrudzsa és a Nogáj Horda. A moldvai tatároknak ellenben nem alakult ki független kánságuk, kikerültek a krími kán fennhatósága alól, de gyakran voltak megtalálhatóak a krími és a török seregben. A kánság állandó rablóháborúkat vezetett szomszédai ellen, s tetemes zsákmányra tett szert. Jelentős haszna volt a rabszolga-kereskedelemből, valamint az olaszoktól megszerzett kikötővárosok adóiból (többek között Kaffa, a mai Feodoszija), s a Krímben még az ókorban alapított görög eredetű gyarmatvárosokéiból. A kánság fővárosa Bahcsiszeráj volt.

### A kora újkorban

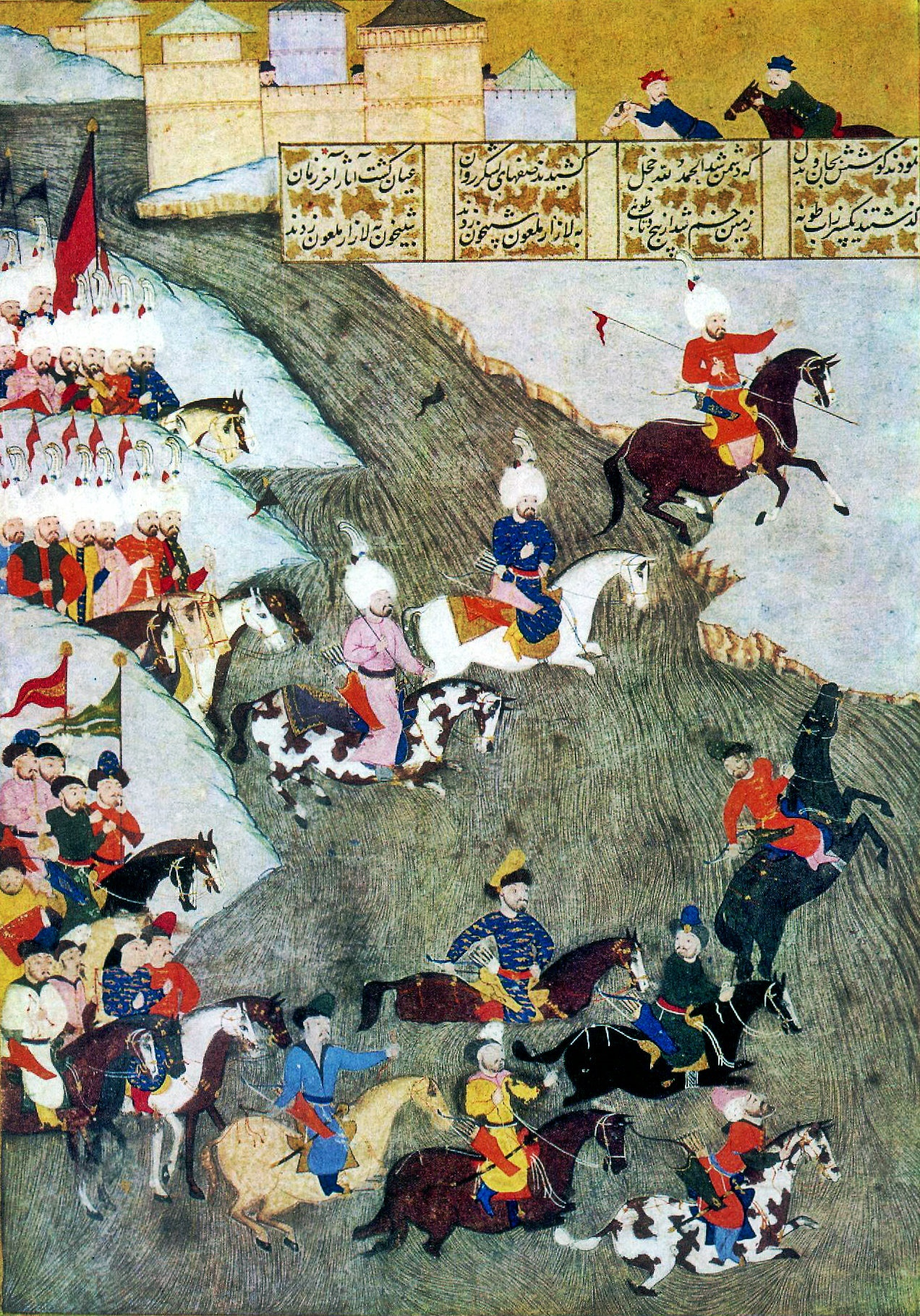
Krími tatárok az 1566-os török hadjárat résztvevői között.

Az oszmán-törökök a 14. században tűntek fel a Balkánon. 1484-ben a török sereg elfoglalta Akkermant (Belgorod) és Kiliát, így terjeszkedésük során megközelítették Lengyelország területét. A kánság ekkor, II. Bajazid uralkodása alatt lépett szorosabb kapcsolatra a törökökkel. A jelenlegi kutatás szerint az Oszmán Birodalom és a Krími Kánság között sokkal inkább szövetségesi, mint vazallusi viszony mutatható ki. Ettől kezdve a kánság csapataival támogatta a szultánt háborúiban, főként a balkáni, közép- és kelet-európai harcokban vettek részt. A nagyobb török főseregekkel gyakran több tízezer fős hordák voltak együtt. A tatár seregeket pedig gyakran török segélyhadak egészítették ki, akik megtámadták az ukrán, a litván és az orosz területeket is.
A zsákmány- és fogolyszerző háborúkon túl a kánok fő stratégiai célja az volt, hogy elismertessék magukat az Arany Horda jogutódjainak, ami egyaránt magában foglalta az Orosz Cárság és Lengyel–Litván Unió részéról megadott évi adó követelését és a Volga-vidéki kánságokra támasztott igényt. Azonban a Kazáni és az Asztraháni Kánság orosz kézre kerülése átrendezte Kelet-Európa erőviszonyait, amin a Moszkva felgyújtásával végződő 1571-es támadás sem tudott fordítani.
A magyarországi hadszíntéren a 16. században az 1540-47-es török háború során jelentek meg először a krími tatárok. A történetírás és a közgondolkodás részben az ő számlájukra írja a magyarországi és erdélyi háborúk pusztítását és a vele járó népességveszteséget. A tatárok mozgékonyságuk és az ellenséges területre való mély betöréseik miatt váltak ismertté, mint az 1663-as hadjárat morvaországi portyázásai során, az utolsó tatárjárás esetében vagy a poroszországi hadjárat eseményeinél.
Tevékenységük egyúttal nemcsak a hadban álló országnak, de magának a törököknek sem tett jót: többször kifosztották a hódoltság elemi részét képező területeket, napokkal előbbre jártak a török főseregnél és mindent felégettek, emiatt a törökök nehezen tudtak helyből utánpótlást beszerezni. Ráadásul nem tájékoztatták megfelelően a török hadvezetést az általuk bejárt területről, vagy észlelt ellenséges erők nagyságáról és hadi felkészültségéről, de a jól szervezett, nagyobb haderőket messzire elkerülték, mivel nyílt ütközetekben sose voltak képesek megmérkőzni velük, s egy-egy csata után is óriási veszteségük volt.

### A kánság megszűnése
Az Oszmán Birodalom terjeszkedésének megtorpanása és védekezésre szorulása krími szövetségesei helyzetét is behatárolta. A krími tatár hadjáratok és portyák hosszú távú sikerét jelentősen megnehezítette a lengyel és orosz határzóna militarizálódása, melynek következtében a kozákok évi rendszerességgel támadták a kánságot. Emellett a tatár kánok telepítési politikája is védtelenné tette a krími területeket: a Fekete-tenger északnyugati partján nomadizáló nogájoknak a Duna-deltától északra való átköltöztetése olyan demográfiai űrt teremtett, mely lehetővé tette a későbbi orosz expanziót.
A törökök oldalán sikertelenül megvívott háborúk - amellett, hogy jelentősen csökkentették a kánság fegyveres erejét - egyre kevesebb financiális haszonnal jártak, sőt a mindenkori kánokat egyre kevésbé támogatták a tatár nemzetségek. Eközben az orosz haderő addig nem tapasztalt erőfölényre tett szert a korszerű tűzfegyverek használatával és a 17. században megjelenő volgai kalmük lovasok tízezreinek bevetésével.
A 17. század utolsó harmadában az orosz terjeszkedés már török területeket vett célba. Az oroszok meg akarták szerezni a Fekete-tenger feletti ellenőrzést, hogy további utat nyithassanak a Földközi-tengerre. Ezért az orosz-török összecsapások rendkívül intenzívvé váltak: az orosz haderő már az 1730-as években komolyabb akadály nélkül támadhatta végig a Krímet. 1774-ben II. (Nagy) Katalin rávette a szultánt a kücsük-kajnaradzsi békében, hogy engedje a kánságot függetlenedni. 1783-ban az oroszok birodalmukhoz csatolták a területet és az ország önállósága megszűnt. Az utolsó kán, Sahin Giráj évdíj mellett lemondott a trónjáról.

## Külpolitika
Mind a Kazany 1552-es elfoglalása után nagyhatalommá való Oroszország, mind az 1569-ben reálunióra lépő Lengyelország és Litvánia gyakorta hadban állt a Krími Kánsággal. Emiatt a kánok háborúik során béke- vagy szövetségi szerződés létesítésére törekedtek a fenti két hatalom egyikével. A katonai szövetségek között az egyik legfontosabb a III. Iszlám Giráj és a kozák felkelők közötti együttműködés volt. 1754-től kezdve a perejaszlavi szerződés, az ukrajnai kozákság cári kötelékbe kerülése arra késztette a Krími Kánságot – a tatár-orosz tradicionális ellentét okán –, hogy szakítson a kozákokkal és szorosabbra fűzze a viszonyt a Rzeczpospolitával.
A krími tatár kánok nem egy esetben független külpolitikát folytattak a török szultánokról. Az 1570-es években például annak ellenére törtek be a tatárok lengyel-litván területekre, hogy Báthory Istvánt - aki maga is a szultán hűbéresének számított - török támogatással lengyel királlyá választották. Törekvéseik odáig vezettek, hogy az oszmán vazallusnak számító Moldvát és Havasalföldet a 16. századtól kezdve adófizetésre kényszerítették, azok politikáját befolyásolták, sőt az 1650-es években az Erdélyi Fejedelemséggel kapcsolatban is felmerültek hasonló tervek. Ugyanakkor a krími katonaság fontos résztvevője volt a Habsburgok elleni, valamint a perzsa hadszíntéren vívott török háborúknak.

## Hadszervezet
A kánság haderejének száma a kortársak feljegyzései szerint meghaladta a százezer főt. Valójában a teljes hadipotenciál is alacsonyabb volt ennél, míg a tatárok tizenöt éves háborúban csekélyebb erőkkel, 20 ezer lovassal vettek részt. Azt sem szabad szem elől téveszteni, hogy az egyes seregszámok jelentősen eltérhettek egymástól, ha a kán személyesen vezette hadba a krími erőket vagy ha a Giráj nemzetség egy tagja állt az élükön. A harcra fogható férfiak számát tovább csökkentette, hogy egyre több tatár választotta a letelepült életmódot.
A tatár hordák ütőképessége ellen szólt, hogy nem voltak ellátva komolyabb tüzérséggel. Ugyan a könnyűlovasság tökéletesen megfelelt a dél-oroszországi és ukrajnai sztyeppéken megszokott taktika céljára, megfelelő erejű tüzérség és puskás gyalogság alkalmazásával fel lehetett tartóztatni őket. A tűzfegyverek elterjedése nem vetett véget azonnal a tatárok sikereinek, ha utóbbiak szövetségesekre találtak, mint 1658-ban Konotop mellett, ahol a kozákokkal együtt súlyos veszteséget okoztak az orosz lovasságnak. A 16. és 17. század háborúi - ha nem is változtatták át a tatár főerők harcmodorát - a gyalogos csapatok létrehozásához vezettek; e fegyvernemet elsősorban a behódolt cserkeszek soraiból állították ki. Mindazonáltal a tatár lovashad harcosai komoly, rendszeresített kiképzésen sosem estek át, míg más seregeknél a hadászat fejlődésével a kiképzés és fegyelemhez szoktatás általánossá vált. A folytonos rablások és a zsákmány biztosítása demoralizálólag hatott a lovas hordákra, ezért azok később nem is tudtak állandóan fegyverben maradni. Bár a kán rendelkezett elit csapatokkal, cserkeszekkel, válogatott, veterán, sokat megjárt lovasokból álló csapatokkal és janicsárokkal, de ezek nem tudták kompenzálni a haderő gyengeségeit. A 18. századra már az európai haderők abszolút túlszárnyalták a tatárok harcmodorát, akik már segédcsapatnak sem voltak jók, így csak a teljesen védtelen területek számára jelentettek veszélyt, ahol nem volt katonai erő. Az 1717. évi utolsó tatárjárás során egyszerű román és magyar parasztok az Erdélybe betört tatárokat jobbára fölkoncolták, reguláris erőkre kevésbé volt szükség a hordák megfékezésére.

## Gazdaság
A Krím félsziget és az attól északra elhelyezkedő füves sztyeppevidék élesen elkülönült nemcsak földrajzilag, de a gazdasági hasznosítás módja miatt is. A krími tatár és nogáj nomádok lovak és szarvasmarhák tenyésztésével foglalkoztak, míg a letelepült tatárok bekapcsolódtak a kereskedelembe és a kézművességbe. A Krím városai és Fekete-tengeri kikötői a kereskedelem fontos központjai voltak jóval a genovai kereskedők 1470-es évekbeli kiszorítása után is. A félsziget korábbi bortermelési és gyümölcstermesztési tradíció és a sólepárlás is tovább élt, míg a helyi ipar termékei közé a keletről érkezett selyem feldolgozása és a szőnyeggyártás tartozott.
A kánság fő bevételei közé tartozott a Kaffa-központú rabszolga-kereskedelem. A rabok egyes csoportjait a Fekete-tengeren túlra szállították az oszmán rabszolga-piacokra vagy a mezőgazdaságban dolgoztatták őket helyben, míg további pénzösszeget vártak a módosabb rabok, hadifoglyok kiváltásából. A tatár betörések során elfogottak etnikai megoszlását figyelembe véve mindenekelőtt az ukrán, orosz és lengyel lakosságot hurcolták el, míg a foglyok további csoportjai a dunai román vajdaságokból, Erdély és Magyarország területéről, valamint a Habsburg Birodalomból kerültek ki. További bevételi forrásnak számított a hadizsákmány, melynek egyötöde a kánt illette. A tatár hordák mai napig élő negatív megítélése ennek köszönhető, jóllehet a fosztogatás, a zsákmány- és rabszerzés a 16-17. századi könnyűlovas harcmodor szerves része volt.